# Parafia Zesłania Ducha Świętego w Brzozówce
Parafia Zesłania Ducha Świętego w Brzozówce – rzymskokatolicka parafia znajdująca się w diecezji grodzieńskiej, w dekanacie Nowogródek, na Białorusi.

## Historia
W 1924 powstała tu kaplica. 29 lutego 1928 arcybiskup wileński Romuald Jałbrzykowski erygował w Brzozówce parafię. W 1931 wybudowano kościół fundacji właściciela oraz pracowników Huty Szklanej Juliusza Stollego Niemen S.A. Budynek był drewniany w stylu polskiego neobaroku międzywojennego. Konsekrowano go w 1932 pod obecnym wezwaniem. W latach międzywojennych parafia leżała w archidiecezji wileńskiej, w dekanacie Lida. Przed II wojną światową liczyła ponad 1200 wiernych.
W 1945 Brzozówka znalazła się w granicach Związku Sowieckiego. Parafia została zlikwidowana, a kościół zamknięty i w 1954 rozebrany.
Parafia odrodziła się po upadku komunizmu. W 1992 w miejscu po przedwojennej świątyni rozpoczęto budowę nowego kościoła, który konsekrował 18 sierpnia 2001 biskup pomocniczy grodzieński Antoni Dziemianko.

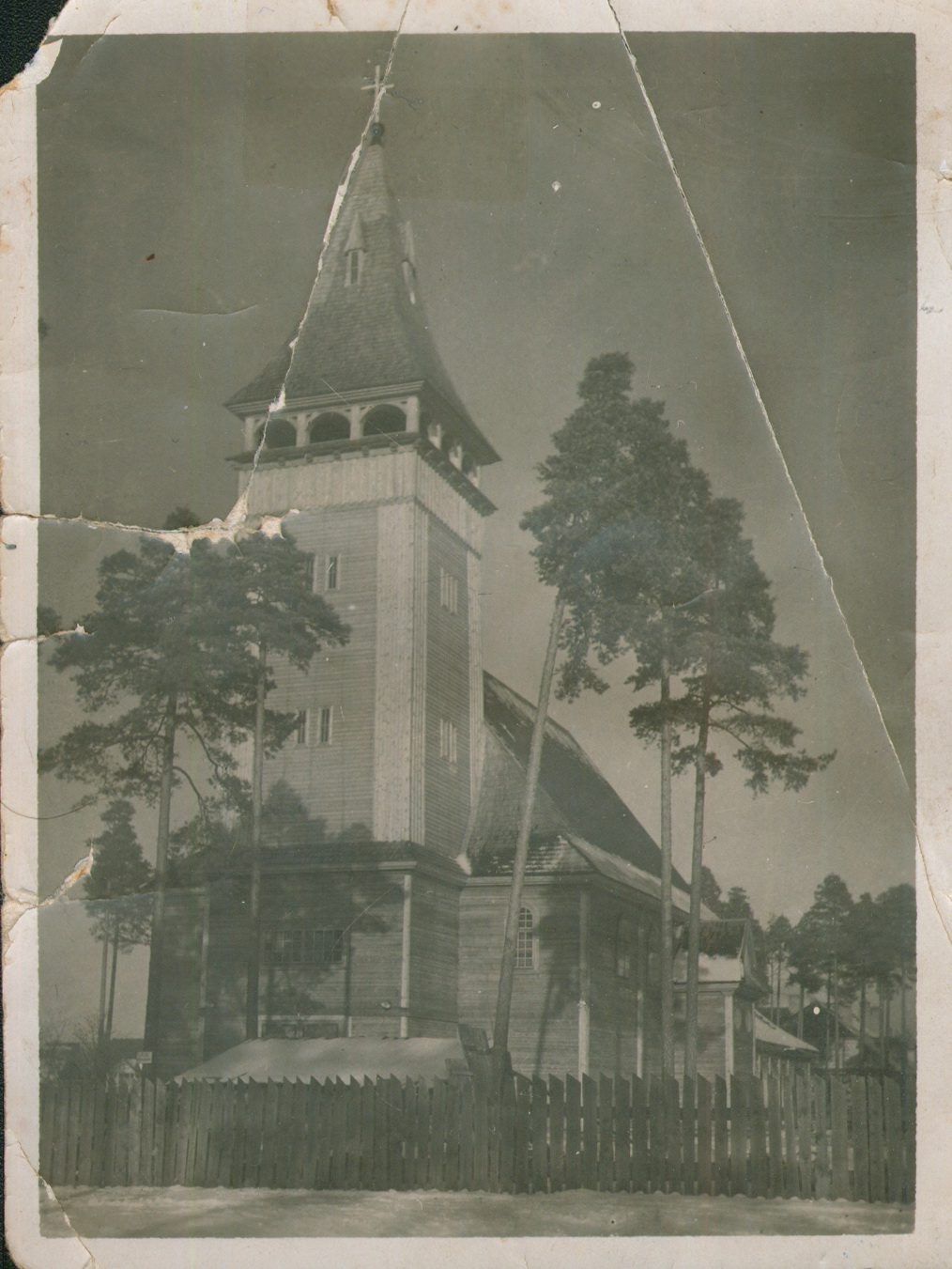
przedwojenny kościół
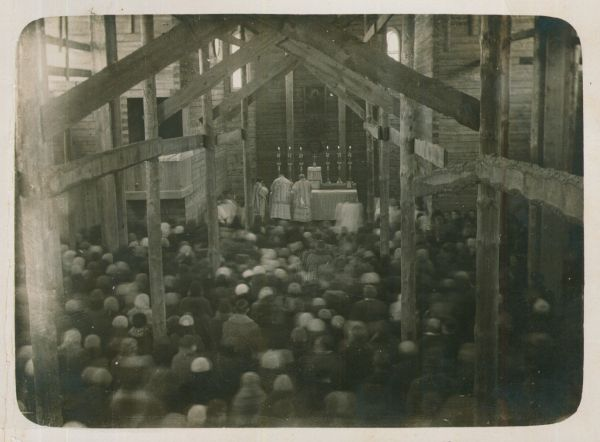
przedwojenny kościół